# Fly-by-wire
Fly-by-wire er et udtryk for, at et fly er udstyret med et elektronisk styresystem til bevægelse af kontrolfladerne (krængeror, højderor, sideror og flaps), i modsætning til det klassiske hydraulisk eller mekanisk opererede system. Udtrykket er engelsk og kan tilnærmelsesvist oversættes til flyvning via ledninger.
Som oftest er det stadig hydraulik, der bevæger selve rorfladen, men signalet fra cockpittet om, hvor meget de skal bevæges, overføres gennem ledninger eller fiberoptik til selve aktuatoren. Dette system er især vægtreducerende, jo større fly man har med at gøre, da der kun kræves ledninger på tværs af flykroppen i stedet for mekaniske stålwirer. Derudover er det en fordel, at man direkte kan indprogrammere, at en kommando fra piloten giver samme udslag på flyet, uanset om det er let eller tungt, eller flyver hurtigt eller langsomt. Det bruges også til at give forskellige flymodeller samme håndteringsmæssige karakteristika, og derved kan flyves på samme typerettighed, som det fx er tilfældet i Airbus A320-serien. Der kan også indprogrammeres maksimale begrænsninger på, hvor meget udslag man i givne situationer kan påføre styregrejerne, og derved undgå skader og i sidste ende styrt, uanset hvor hårdt man prøver at manipulere kontrollerne.
En ulempe ved fly-by-wire teknologien har været, at piloterne ikke længere følte, at de havde samme fornemmelse af flyet. Ved mekaniske og hydrauliske styresystemer kan man føle turbulensen og flyets bevægelser hele vejen tilbage gennem systemet til rorpinden i cockpittet. Ved introduktionen af fly-by-wire var der derfor nogle piloter, der fandt den manglende direkte kontakt med rorfladerne for "unaturlig", hvilket er blevet løst ved at installere motorer ved rorpinden, der replikerer de bevægelser, man ellers ville have kunnet føle under flyvningen.
De første fly-by-wire udstyrede maskiner kom til allerede i 1950'erne med Avro Vulcan. Disse var i høj grad analoge mekanismer uden megen elektronik. Concorden var også et af de første fly, der udnyttede denne teknik. Med udviklingen af computere i 1970'erne og 1980'erne begyndte den digitale revolution af fly-by-wire. Det tillod direkte programmering af styresystemet, og var i første omgang med til at give jagerfly, bl.a. F-16, en imponerende manøvredygtighed. Begrænsningen af store hydraulik-systemer i militære fly, som blev fløjet under store G-påvirkninger, var meget tiltalende for designerne, da hydraulikfejl var en udbredt grund til havarier og fatale ulykker. I 1984 introducerede Airbus deres A320, som det første passagerfly med fuldt computerstyret fly-by-wire. 
| Luftfart | Spire Denne artikel om flyvning er en spire som bør udbygges. Du er velkommen til at hjælpe Wikipedia ved at udvide den. |